# Savilly
Savilly är en kommun i departementet Côte-d'Or i regionen Bourgogne-Franche-Comté i östra Frankrike. Kommunen ligger i kantonen Liernais som tillhör arrondissementet Beaune. År 2022 hade Savilly 79 invånare.

## Befolkningsutveckling
Antalet invånare i kommunen Savilly
Referens:INSEE